# Le Sanctuaire des sorcières
Pour plus de détails, voir Fiche technique et Distribution.
Le Sanctuaire des sorcières ( Подземелье ведьм) est un film d'aventures de science-fiction tchécoslovaco-soviétique réalisé par Iouri Moroz et sorti en 1990.
Le film est adapté de la nouvelle de Kir Boulitchev, qui a également signé le scénario du film.

## Synopsis
Dans un lointain futur, une expédition d'explorateurs terriens arrive sur la lointaine planète Evour (Évolution aberrante), dont la biosphère est semblable à celle de la Terre et dont les habitants sont à l'image des Terriens, bien qu'au stade d'une société primitive. On y trouve de nombreuses bizarreries, par exemple des mammifères supérieurs voisinant avec de grands reptiles morts-vivants comme les dinosaures, et le chef sauvage Oktine Khache se battant avec une épée en acier, bien que le fer soit inconnu de la civilisation locale.
Après une attaque perfide de la tribu Oktine Khache contre la base des Terriens, seuls l'inspecteur ethnologue Andreï Brious et le linguiste Jean Lemot restent en vie et sont faits prisonniers. Les sauvages emmènent Jean au bord de la rivière, au Sanctuaire des sorcières, où se trouvent de mystérieuses créatures vêtues de noir. Brious s'échappe de sa captivité et, avec l'aide de la jeune fille aborigène Belorotchka, part à la rescousse de son ami. Les héros devront affronter de nombreux dangers afin de trouver la solution aux nombreux mystères associés à cette étrange planète, et découvrir une expérience sans précédent visant à unir différentes époques, mise en place ici par des extraterrestres très avancés, qui ont été victimes des ambitions d'un tyran incontrôlable.

## Fiche technique
- Titre français : Le Sanctuaire des sorcières[1] ou La Cave des sorcières[2]
- Titre original : Подземелье ведьм, Podzemelie vedm[3],[4]
- Titre tchéque : Podzemelye vedm
- Réalisation : Iouri Moroz
- Scénario : Kir Boulitchev
- Photographie : Aleksandr Filatov, Aleksandr Khroupnikov
- Montage : Valentina Mironova
- Musique : Maxime Dounaïevski
- Décors : Sergueï Onipenko
- Production : Igor Nossov, Vladislav Sverkounov
- Sociétés de production : Studio Gorki, Česká televize, Studios Barrandov
- Pays de production :  Union soviétique -  Tchécoslovaquie
- Langue originale : russe
- Format : couleurs - Son mono
- Genre : Film d'aventures de science-fiction
- Durée : 81 minutes
- Dates de sortie : 
  - Union soviétique : 1990
  - France : 13 janvier 2019 (Les Intergalactiques, Lyon)[1]

## Distribution
- Sergueï Jigounov : Andreï Brious
- Marina Levtova (ru) : Belorotchka
- Nikolaï Karatchentsov : Jean Lemot
- Dmitri Pevtsov : Oktine Khache, le chef des sauvages
- Janna Prokhorenko : Ingrid Khan, la doctoresse
- Igor Iassoulovitch : Konrad Jmouda